# Symphitoneuria ampla
Symphitoneuria ampla är en nattsländeart som beskrevs av Korboot 1964. Symphitoneuria ampla ingår i släktet Symphitoneuria och familjen långhornssländor. Inga underarter finns listade i Catalogue of Life.